# Guido Castelli
Guido Castelli (Siena, 30 novembre 1965) è un politico italiano, dal 13 ottobre 2022 senatore della Repubblica per Fratelli d'Italia e dal 3 gennaio 2023 commissario straordinario di Governo alla ricostruzione dei territori colpiti dall'evento sismico del 24 agosto 2016.
È stato sindaco di Ascoli Piceno dal 24 giugno 2009 al 28 maggio 2019, consigliere regionale delle Marche dal 2000 al 2009 e assessore nella giunta regionale delle Marche dal 2020 al 2022.

## Biografia
Nato a Siena in Toscana, ma residente ad Ascoli Piceno nelle Marche, dove ha conseguito il diploma di maturità al liceo classico Francesco Stabili, successivamente consegue la laurea magistrale in giurisprudenza con 110 e lode all'Università di Macerata; è un avvocato cassazionista e sposato con Anna Saveria Capriotti.

## Carriera politica

### Gli inizi
Castelli inizia la carriera politica ad Ascoli Piceno, dove nei primi anni '80 s'iscrive al Fronte della Gioventù (FdG), l'organizzazione giovanile del Movimento Sociale Italiano (MSI), di cui diventa segretario provinciale nel 1985 e successivamente dirigente nazionale sotto la guida di Gianni Alemanno (e Maurizio Gasparri).
Alle elezioni amministrative del 1990 si candida al consiglio comunale di Offida (Ascoli Piceno), tra le liste del MSI-DN, risultando eletto consigliere comunale.
Venne eletto nelle liste del FUAN al Consiglio della Facoltà di Giurisprudenza a Macerata nel 1987. È stato membro del Direttivo del Consorzio per l'industrializzazione delle Valli del Tronto, dell'Aso e del Tesino tra il 1998 ed il 2000.

### Passaggio dal MSI ad AN
Coadiuva il Segretario nazionale del FdG Giuseppe Scopelliti nell'esecutivo nazionale del movimento. Membro del Direttivo provinciale e regionale del MSI tra il 1985 e il 1995, anno in cui aderisce alla svolta di Fiuggi di Gianfranco Fini, che porta allo scioglimento del MSI e la sua confluenza in Alleanza Nazionale (AN), di cui diventa membro dell'Assemblea nazionale e, nel 2003, presidente provinciale di Ascoli Piceno.
Alle elezioni amministrative del 1995 venne rieletto consigliere comunale di Offida, con una lista civica di centro-destra, e si candida alla presidenza della Provincia di Ascoli Piceno, sostenuto da una coalizione di centro-destra formata da AN, Forza Italia e Centro Cristiano Democratico, raccogliendo il 37,8% dei voti al primo turno e accedendo al ballottaggio con il candidato del centro-sinistra Pietro Colonnella (45,4%), dove raccolse il 43,6% e venne sconfitto da Colonnella col 56,4%. Viene comunque eletto consigliere provinciale in quanto candidato presidente non eletto, venendo confermato alle amministrative del 1999, e rimanendo in carica fino al 2000, presiedendo le commissioni Cultura e Bilancio.

### Consigliere regionale delle Marche
Alle elezioni regionali nelle Marche del 2000 si candida con AN, a sostegno del deputato forzista Maurizio Bertucci, risultando eletto nel collegio di Ascoli Piceno con 7.965 preferenze consigliere regionale delle Marche. Alle regionali marchigiane del 2005 venne confermato consigliere regionale nel medesimo collegio con 8.003 preferenze. Durante il suo mandato è stato tra il 2000 e il 2009 vicepresidente della Commissione consiliare Bilancio, facendosi relatore del Bilancio e del Piano sanitario regionale, e segretario del Consiglio regionale. È stato membro del consiglio direttivo di Cittalia, centro studi dell'Associazione Nazionale Comuni Italiani (ANCI), e dell'Associazione Marchigiana Attività Teatrali..
Alle elezioni comunali nelle Marche del 2001 venne eletto consigliere comunale di Force (Ascoli Piceno).
Nel 2009 aderisce alla confluenza di AN nel Popolo della Libertà (PdL) come partito, di cui diventa vice-coordinatore provinciale di Ascoli Piceno.

### Sindaco di Ascoli Piceno

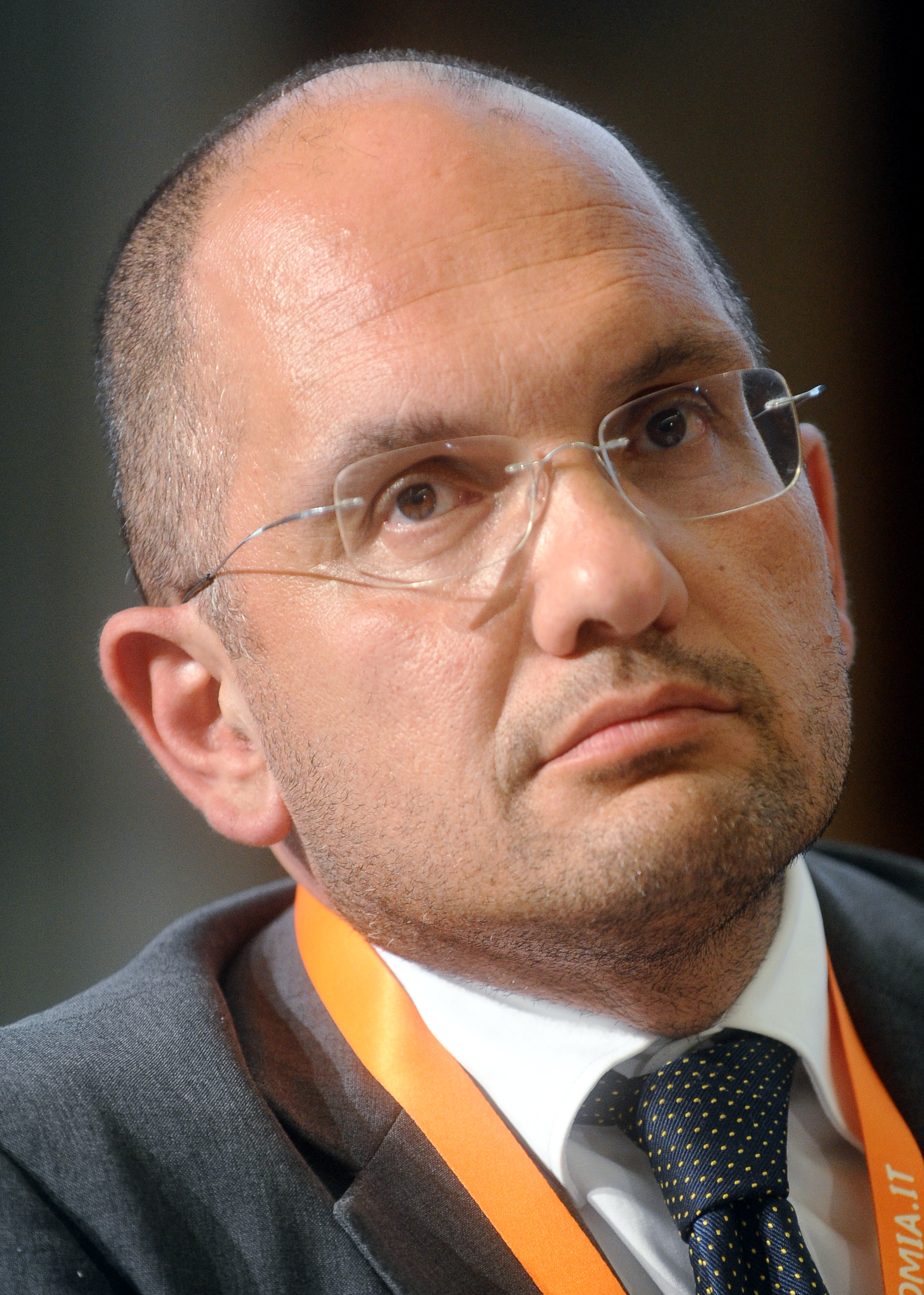
Guido Castelli al Festival dell'Economia di Trento 2016

Alle elezioni amministrative del 2009 si candida a sindaco di Ascoli Piceno, sostenuto da un coalizione di centro-destra formata da PdL, Lega Nord, UDEUR di Clemente Mastella e le liste civiche "Castelli Sindaco" e "Lavoro Legalità", ottenendo il 43,29% dei voti al primo turno e accedendo al ballottaggio con il candidato del centro-sinistra Antonio Canzian (34,41%), dove venne eletto col 50.74%. Durante la sua esperienza da sindaco è stato membro del consiglio nazionale dell'ANCI, divenendo nel 2010 delegato alla cura del settore nazionale Trasporti e Viabilità dell'organismo, dal presidente dell'ANCI Sergio Chiamparino, e designato in seno all'ufficio di presidenza ANCI. Al congresso ANCI svolto a Brindisi nel 2011 riceve dal nuovo presidente Graziano Delrio la delega alla finanza locale in forza della quale rappresenterà il sodalizio nell'interlocuzione con il Governo ed il Parlamento in merito a tematiche fondamentali quali l'IMU, la Tares e la riforma della riscossione.
Dal 2013 al 2020 è stato presidente della Fondazione Istituto per la Finanza e l'Economia Locale (IFEL), di cui attualmente riveste l’incarico di presidente del comitato direttivo.
Il 16 novembre 2013, con la sospensione delle attività del PdL, aderisce alla rinascita di Forza Italia di Silvio Berlusconi, con cui alle elezioni amministrative del 2014 si è ricandidato per un secondo mandato come sindaco di Ascoli Piceno, sostenuto da una coalizione di centro-destra composta da Forza Italia, Nuovo Centrodestra, Fratelli d'Italia - Alleanza Nazionale e 9 liste civiche, venendo confermato sindaco al primo turno con il 59% dei voti.
In vista delle amministrative del 2019, alla scadenza del secondo mandato, esprime il suo sostegno al presidente del Consiglio comunale uscente Marco Fioravanti, appoggiato da Fratelli d'Italia (FdI) e Lega Salvini, contribuendo all'elezione a sindaco, mentre Forza Italia ha sostenuto l'ex sindaco Piero Celani.

### Assessore al Bilancio della Regione Marche
A luglio 2019 abbandona Forza Italia, deluso poiché questa aveva deciso di non appoggiare Fioravanti come sindaco, e aderisce a FdI, di cui diventa Responsabile nazionale del Coordinamento Autonomie Locali e con cui alle elezioni regionali nelle Marche del 2020 si candida tra le sue liste, a sostegno del deputato e compagno di partito Francesco Acquaroli, risultando eletto per la terza volta consigliere regionale delle Marche, nel collegio di Ascoli Piceno con 8.641 preferenze (il più votato dell’intera coalizione di centro-destra).
Con l'insediamento della giunta regionale delle Marche presieduta da Acquaroli, il 15 ottobre 2022 viene nominato assessore con deleghe a Bilancio, Finanze, Ricostruzione, Reti regionali di trasporto, Enti locali, Aree di crisi industriali.
Il 6 ottobre 2021 viene nominato componente del Comitato europeo delle regioni come membro permanente della delegazione italiana.

### Elezione a senatore e Commissario sisma 2016/17
Alle elezioni politiche anticipate del 2022 viene candidato al Senato della Repubblica, tra le liste di Fratelli d'Italia come capolista nel collegio plurinominale Marche - 01, risultando eletto deputato e dimettendosi da assessore regionale il 19 ottobre successivo. Nella XIX legislatura è componente della 6ª Commissione Finanze e tesoro.
Il 3 gennaio 2023 viene nominato commissario straordinario di Governo alla ricostruzione dei territori nei comuni delle Regioni di Abruzzo, Lazio, Marche e Umbria interessati dal terremoto del Centro Italia del 2016 e del 2017, dal governo Meloni al posto di Giovanni Legnini.

## Vicende giudiziarie
Nel 2015 fu coinvolto nell'indagine giudiziaria "Spese pazze" nelle Marche in quanto avrebbe indebitamente utilizzato i fondi pubblici messi a disposizione ai gruppi consiliari regionali per una somma complessiva di 600 euro. Il 13 luglio 2023 venne assolto con formula piena dal Tribunale di Ancona, in quanto risulta estraneo ad ogni ipotesi accusatoria.

## Opere
- Orazio Piccolomini Centini. Il senese di Ascoli, Ascoli Piceno, Lìbrati Edizioni, 2014
- No, caro Matteo, Milano, Edizioni dEste, 2016
- Coi piedi per terra, Milano, Edizioni dEste, 2018
- Un posto da vivere, Roma, Giubilei Regnani, 2023
- Mediae terrae, Roma, Giubilei Regnani, 2024